# Kurt Schubert (Pfarrer)
Kurt Schubert (* 8. März 1902 in Kassel; † 7. Dezember 1967 in West-Berlin) war ein deutscher Pfarrer und Politiker (CDU). Er war von 1946 bis 1950 Abgeordneter des Brandenburger Landtages.

## Leben
Schubert besuchte das Gymnasium und war 1929 Hilfsprediger in Frankfurt (Oder) sowie von  1930 bis 1933 Pfarrer in Spremberg und von 1933 bis 1952 in Brandenburg an St. Katharinen. Er zählte zur deutschen Oppositionsbewegung evangelischer Christen in der Zeit des Nationalsozialismus, der Bekennenden Kirche, wie vor allem auch der Brandenburger Pfarrer Bruno Tecklenburg (* 1897) von der Gotthardtkirche, deren BK-Gemeindeleben sich nach Anklageerhebung gegen Mitglieder der Bekennenden Kirche, darunter das Brandenburger BK-Mitglied Willi Leisner (1899–1965), im Frühjahr 1939 auf das evangelische Vereinshaus konzentrierte, das der CVJM in der Hauptstraße Brandenburgs besaß.
Nach dem Zweiten Weltkrieg wurde Schubart Mitglied der Christlich-Demokratischen Union Deutschlands (CDU). Ab 1946 gehörte er als stellvertretender Superintendent zur Kirchenleitung der Evangelischen Kirche in Berlin-Brandenburg.  Ab 1946 war er unbesoldeter Stadtrat in der Stadt Brandenburg und zuvor als Beirat für Kirchenfragen im Magistrat nebenberuflich tätig. Im Oktober 1946 wurde er mit dem Mandat der CDU in den Brandenburger Landtag gewählt. Mit Wirkung vom 1. März 1952 wurde er nach West-Berlin versetzt und wirkte bis 1965 als Pfarrer in Berlin-Wilmersdorf, während sein Amtsbruder Tecklenburg Pfarrer in Berlin-Lichterfelde ab 1943 wurde in dem ab 1. April 1948 neu gebildeten Kirchenkreis Steglitz zugleich als erster Superintendent wirkte.